# Castroreale
Castroreale – miejscowość i gmina we Włoszech, w regionie Sycylia, w prowincji Mesyna.
Według danych na rok 2004 gminę zamieszkiwały 2894 osoby, 53,6 os./km².